# Liste der Botschafter der Vereinigten Staaten in Nigeria

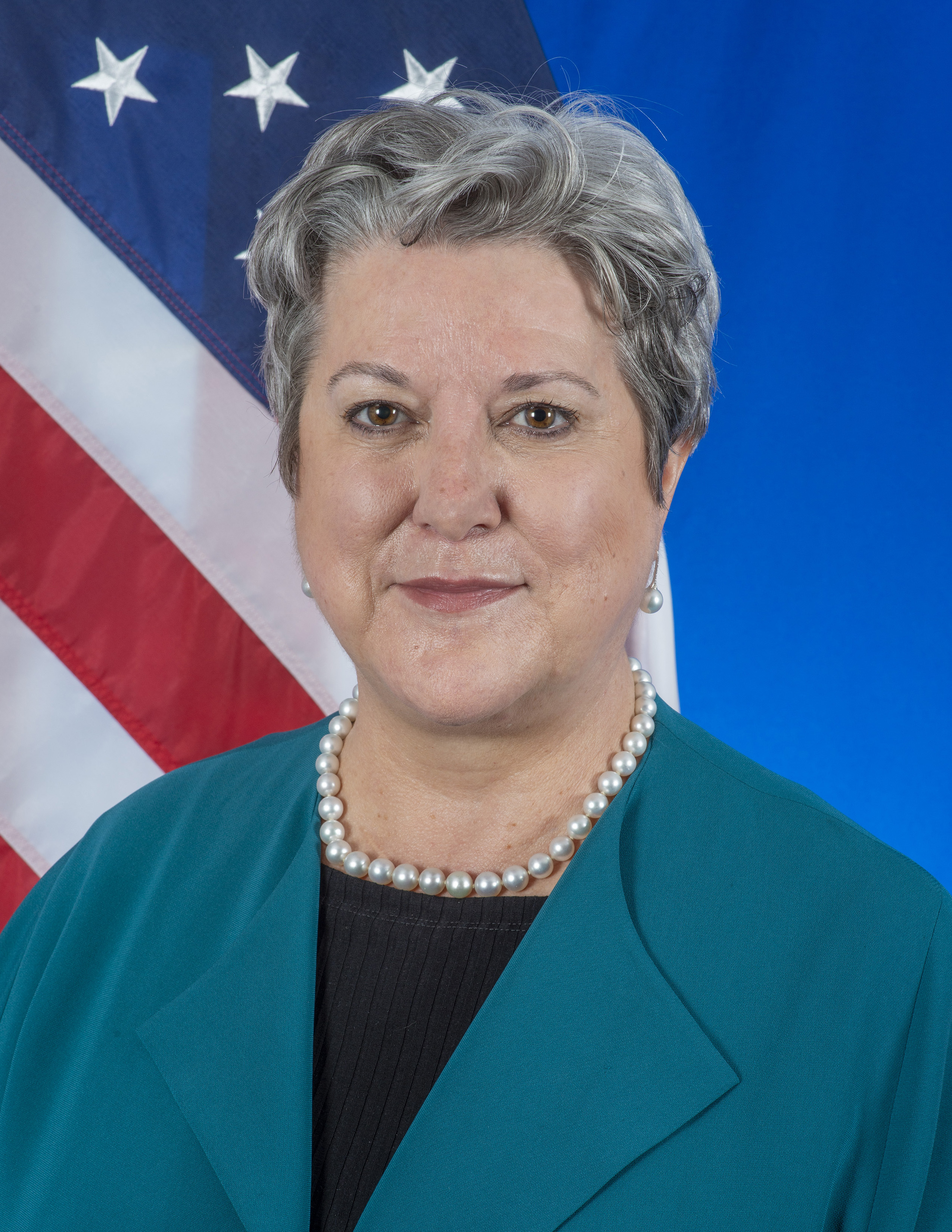
Mary Beth Leonard, derzeitige Botschafterin in Nigeria

Der Botschafter der Vereinigten Staaten von Amerika in Nigeria ist der bevollmächtigte Botschafter der Vereinigten Staaten von Amerika in Nigeria.

## Botschafter
| Amtszeit  | Name                          | Bemerkungen |
| --------- | ----------------------------- | ----------- |
| 1960–1964 | Joseph Palmer II              |             |
| 1964–1969 | Elbert George Mathews         |             |
| 1969–1971 | William Clyde Trueheart       |             |
| 1971–1975 | John Edward Reinhardt         |             |
| 1975–1979 | Donald Boyd Easum             |             |
| 1979–1981 | Stephen Low                   |             |
| 1981–1983 | Thomas Reeve Pickering        |             |
| 1984–1986 | Thomas William Macauley Smith |             |
| 1986–1989 | Princeton Nathan Lyman        |             |
| 1989–1992 | Lannon Walker                 |             |
| 1992–1993 | William Lacy Swing            |             |
| 1993–1997 | Walter C. Carrington          |             |
| 1997–2000 | William H. Twaddell           |             |
| 2001–2003 | Howard Franklin Jeter         |             |
| 2004–2007 | John Campbell                 |             |
| 2007–2010 | Robin Renee Sanders           |             |
| 2010–2013 | Terence Patrick McCulley      |             |
| 2013–2016 | James F. Entwistle            |             |
| 2016–2019 | W. Stuart Symington IV        |             |
| 2019–     | Mary Beth Leonard             |             |